# 津ノ井バイパス
津ノ井バイパス（つのいバイパス）は、鳥取県鳥取市祢宜谷から鳥取県鳥取市菖蒲へ至る延長9.5 kmの国道29号バイパスである。
国道29号鳥取南バイパスや鳥取県道41号鳥取港線とともに、鳥取市南東部から北部を結ぶ幹線道路を構成する。また鳥取南バイパス、鳥取県道247号卯垣正蓮寺線と合わせて鳥取市の外環状道路の性格を有する。加えて、支線については鳥取自動車道 鳥取ICへのアクセス道路の機能をもつ。
1984年度（昭和59年度）の都市計画決定以降、順次整備が進められ、2001年（平成13年）3月17日には全線が開通した。供用に伴い同年4月1日、従来の国道29号の若葉台交差点 - 秋里交差点間においては国道指定が外れ、若葉台交差点 - 鳥取県庁交差点間が鳥取県道323号若葉台東町線、鳥取県庁交差点 - 秋里交差点間が国道53号別線（国道373号別線重複）となっている。2008年度（平成20年度）には西大路交差点 - 宮長交差点間が4車線化、2009年度（平成21年度）には吉成交差点が立体化、吉成交差点 - 服部交差点間が4車線化、また鳥取ICに接続する支線が開通した。
鳥取市東部では初めての側道を有する分離式バイパスであるが、現在は西大路交差点 - 宮長交差点間が平面4車線（暫定）、吉成交差点 - 鳥取IC入口交差点間が平面4車線（完成）、それ以外は暫定2車線で供用されている。暫定2車線区間では朝夕の通勤時間帯を中心に慢性的な渋滞が発生している。
- 起点 : 鳥取県鳥取市祢宜谷
- 終点 : 鳥取県鳥取市菖蒲
- 総延長 : 9.5 km
- 車線数 : 4車線（暫定2車線）
- 道路規格 : 第3種第1級
- 設計速度 : 80 km/h

## 歴史
- 1985年（昭和60年）：若葉台 - 吉成間 都市計画決定・事業化。
- 1994年（平成6年）：若葉台 - 吉成間 都市計画変更。
- 1995年（平成7年）3月28日：西大路 - 吉成間 供用。
- 1996年（平成8年）：吉成 - 鳥取IC間 都市計画決定・事業化。
- 1998年（平成10年）：吉成 - 鳥取IC間 事業化。
- 2000年（平成12年）4月15日：正蓮寺 - 西大路間 供用。
- 2001年（平成13年）3月17日：本線全線供用。
- 2009年（平成21年）：西大路 - 宮長間 4車線化。吉成交差点 立体化。吉成 - 服部間 4車線化。
- 2010年（平成22年）3月28日：支線 鳥取IC入口 - 鳥取IC間 供用。
- 2024年度（令和6年度）：「津ノ井バイパス（広岡〜西大路）」として広岡 - 西大路間の立体化が事業化[3]。

## 交差する道路
- 上側が起点側、下側が終点側。左側が上り側、右側が下り側。
- 交差する道路の特記がないものは市道。

### 本線
- キロポストは夢前橋西詰交差点からの距離（夢前橋西詰交差点 - 下伊勢ランプ間は兵庫県道724号姫路新宮線経由）。

| 交差する道路                                                                 | 交差する道路                              | 交差する場所     | 姫路から (km) | 立体交差の有無 | 備考                                                          |
| ---------------------------------------------------------------------------- | ----------------------------------------- | ---------------- | ------------- | -------------- | ------------------------------------------------------------- |
| 国道29号 宍粟・姫路方面                                                      |                                           |                  |               |                |                                                               |
| -                                                                            | 県道323号若葉台東町線                     | 若葉台交差点     | 109.7         | -              |                                                               |
| 市道2016792号津ノ井団地幹線 （鳥取広域農道）                                 | 市道2016652号広岡1号線 （鳥取広域農道）   | 広岡交差点       | 111.0         | -              |                                                               |
| 県道226号国安桂木線                                                          | 県道226号国安桂木線                       | 南栄町交差点     | 112.0         | -              |                                                               |
| -                                                                            | -                                         | 南栄町北交差点   | 112.4         | -              |                                                               |
| 県道247号卯垣正蓮寺線                                                        | -                                         | -                | 113.1         | ○              |                                                               |
| -                                                                            | -                                         | 西大路交差点     | 113.9         | -              |                                                               |
| 県道292号八坂鳥取停車場線                                                    | 県道292号八坂鳥取停車場線                 | 宮長交差点       | 115.1         | -              |                                                               |
| 国道53号（国道373号重複）                                                    | 国道53号（国道373号重複）                 | 吉成交差点       | 115.9         | ○              | 鳥取南バイパスおよび 国道53号別線・国道373号別線 との重複区間 |
| 県道42号鳥取河原線                                                           | 県道42号鳥取河原線                        | 服部交差点       | 116.8         | -              | 鳥取南バイパスおよび 国道53号別線・国道373号別線 との重複区間 |
| -                                                                            | 国道29号（津ノ井バイパス支線） 鳥取IC方面 | 鳥取IC入口交差点 | 117.2         | -              | 鳥取南バイパスおよび 国道53号別線・国道373号別線 との重複区間 |
| 国道29号（国道53号別線・国道373号別線重複）（鳥取南バイパス） 豊岡・米子方面 |                                           |                  |               |                |                                                               |

### 支線
- 鳥取IC入口交差点から約100mの区間を除き自動車専用道路。

| 交差する道路                                                    | 交差する道路                                                                        | 交差する場所     | 鳥取IC 入口から (km) | 立体交差の有無 | 備考                           |
| --------------------------------------------------------------- | ----------------------------------------------------------------------------------- | ---------------- | -------------------- | -------------- | ------------------------------ |
| 国道29号 （国道53号別線・国道373号別線重複） （鳥取南バイパス） | 国道29号 （国道53号別線・国道373号別線重複） （津ノ井バイパス本線・鳥取南バイパス） | 鳥取IC入口交差点 | 0.0                  | -              |                                |
| -                                                               | -                                                                                   | -                | 0.1                  | -              | 一般道路と自動車専用道路の境界 |
| E9 山陰自動車道                                                 | E29 鳥取自動車道                                                                    | 鳥取IC           | 0.7                  | ○              |                                |